# Eupithecia adelpha
Eupithecia adelpha là một loài bướm đêm trong họ Geometridae.